# Laramidia

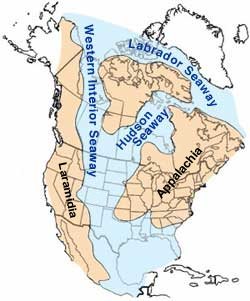
Laramidia (a la izquierda), hace unos 100 millones de años

Laramidia fue una isla continente que existió durante el Cretácico Superior (99,6–66 Ma), cuando el mar interior occidental dividía América del Norte en dos. Durante el Mesozoico, Laramidia era una isla separada de Appalachia por el mencionado mar, que se fue reduciendo y acabó por retirarse hacia el golfo de México y la bahía de Hudson. Las masas terrestres se unieron para formar Norteamérica.
Su nombre fue acuñado por  J. David Archibald en 1996, en homenaje a la ciudad de Laramie (Wyoming), situada en lo que fue la antigua isla.

## Geografía
Laramidia se extiende desde la moderna Alaska hasta México. La zona es rica en fósiles de dinosaurios: tiranosáuridos, dromeosáuridos, troodóntidos, hadrosáuridos, ceratopsianos (entre ellos el Kosmoceratops y el Utahceratops), paquicefalosaurios y titanosaurianos saurópodos son algunos de los grupos de dinosaurios que vivieron en esta área. 
Se han encontrado fósiles de vertebrados en toda la región, desde Alaska hasta Coahuila.

## Fauna
Desde la edad Turoniense del Cretácico Superior hasta el principio del Paleoceno, Laramidia estuvo separada de Appalachia por el mar interior occidental. Como resultado, durante ese tiempo la fauna evolucionó de forma distinta en cada isla. Las condiciones geológicas fueron en general favorables a la conservación de fósiles en Laramidia, haciendo del oeste de los Estados Unidos una de las zonas más productivas de fósiles del mundo. Se conoce poco de la biodiversidad en Appalachia durante el Cretáceo, ya que existen pocos depósitos de fósiles en la región, debido a que muchos de ellos quedaron destruidos durante las glaciaciones del Pleistoceno. No obstante, existen lechos de fósiles en lo que fue el continente de Appalachia que aún no han sido descubiertas.
En la Norteamérica del Cretáceo, los predadores dominantes eran los Tiranosaurios, grandes terópodos con cabezas proporcionalmente enormes diseñadas para arrancar la carne de sus presas. En Laramidia, la cúspide de la cadena alimentaria terrestre estaba ocupada por los terópodos tiranosáuridos como el Tyrannosaurus rex,  el Nanuqsaurus, el Daspletosaurus, el Teratophoneus, además de los terópodos Albertosaurinae como el Albertosaurus y el Gorgosaurus. Todos pertenecen a la familia de los tiranosáuridos, aunque no son contemporáneos. Los fósiles de tiranosáuridos presentan grandes cabezas y piernas, que contrastan con las proporcionalmente pequeñas patas delanteras. Los dientes que poseen los miembros de esta familia son comparables a clavos de ferrocarril y eran capaces de infligir graves daños en sus presas.
Otro grupo de dinosaurios común en Norteamérica eran los hadrosáuridos. El registro fósil muestra una gran variedad de ejemplares de hadrosaurio en Laramidia.
Hay otras diferencias entre las faunas de las dos masas insulares. En Laramidia seguía habiendo saurópodos en el Cretáceo, cuando aparentemente ya se habían extinguido en Appalachia. Sin embargo, parece que los nodosáuridos eran más abundantes en Appalachia. Los nodosaurios eran grandes dinosaurios acorazados herbívoros, similares al armadillo. En Laramidia eran escasos, y solo se han encontrado restos de géneros especializados como el Edmontonia y el Panoplosaurus.